# Karin Kneissl

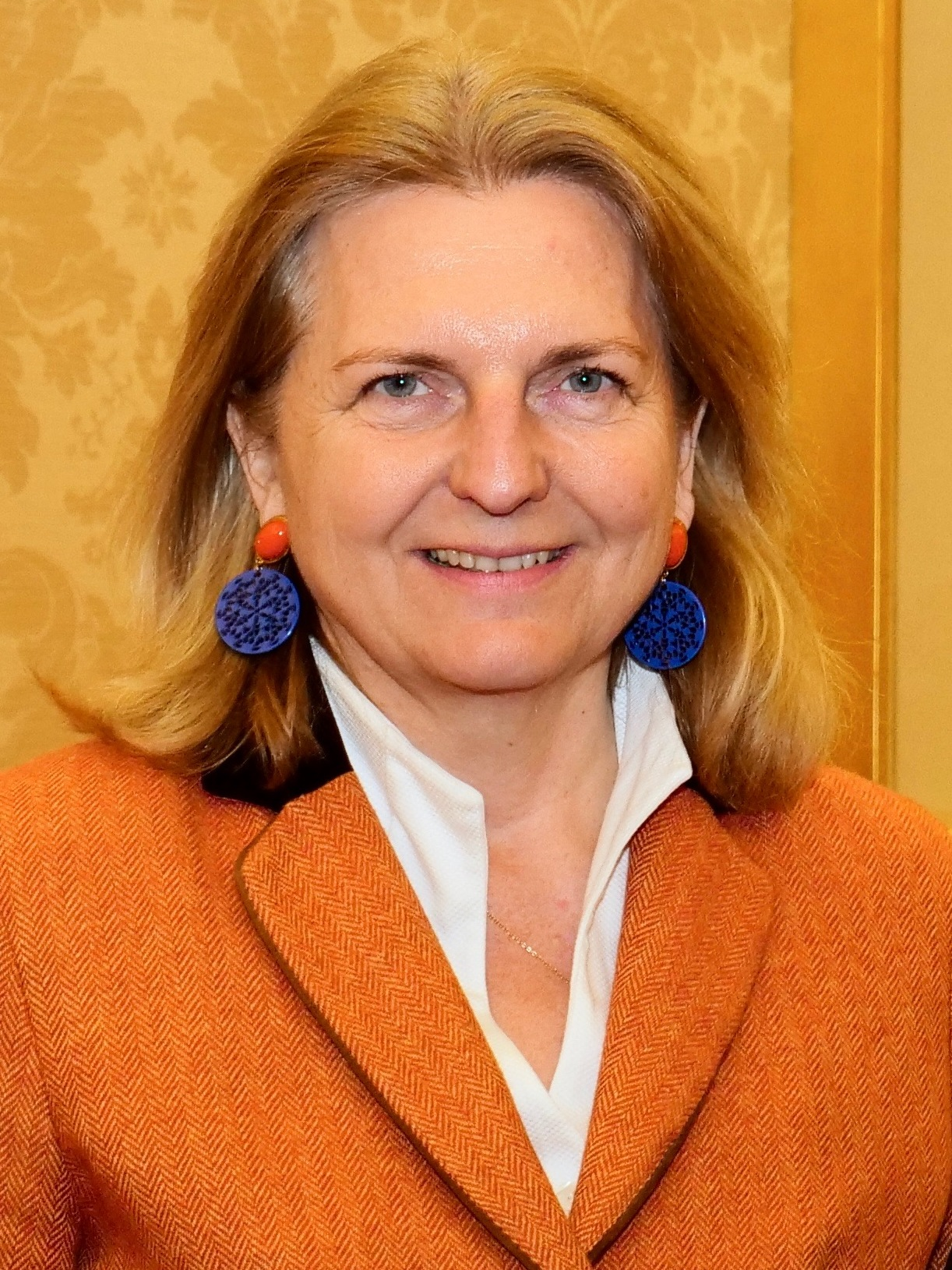
Karin Kneissl (2018)

Karin Kneissl (* 18. Jänner 1965 in Wien) ist eine in Russland lebende österreichische ehemalige Politikerin (parteilos), Diplomatin und Buchautorin. Von Dezember 2017 bis Juni 2019 war sie Bundesministerin für Europa, Integration und Äußeres (nominiert von der FPÖ).
Kneissl steht wegen ihres Verhältnisses zum russischen Präsidenten Wladimir Putin seit dem Jahr 2018 in der Kritik. Ab Mai 2020 war sie als Gastautorin für den staatlichen russischen Propagandasender RT tätig. Von Juni 2021 bis Mai 2022 war sie Aufsichtsrätin im russischen Ölkonzern Rosneft. Im Juni 2023 wurde sie  Präsidentin des neu gegründeten staatsnahen russischen Thinktanks Gorki in St. Petersburg und zog dauerhaft nach Russland.

## Leben
Einen Teil ihrer Kindheit verbrachte Kneissl in Amman, wo ihr Vater als Pilot für König Hussein I. tätig und am Aufbau der nationalen Fluggesellschaft ALIA (Vorläuferin der Royal Jordanian) beteiligt war. Von 1983 bis 1987 studierte sie Jus und Arabistik an der Universität Wien, was sie mit Magister iuris und einem Diplom der Vereinten Nationen in Arabisch abschloss. 
In ihrer Jugend- und Studentenzeit war sie unter anderem für Amnesty International aktiv und unterstützte Umwelt- und Menschenrechtsorganisationen weltweit.
Anschließend recherchierte sie für ihre Dissertation im Völkerrecht über den Grenzbegriff der Konfliktparteien im Nahen Osten. Stationen waren die Hebräische Universität von Jerusalem und eine Universität in Amman. Während des Studiums arbeitete sie als Volontärin im Hospiz St. Louis in Jerusalem und in einer Bank in Amman. Mit einem Fulbright-Stipendium war sie von 1989 bis 1991 am Center for Contemporary Arab Studies an der Georgetown University in Washington, D.C. 1991/1992 absolvierte sie den cycle international der École nationale d’administration (ENA) in Paris. 1992 legte sie der Universität Wien ihre Dissertation vor und wurde zur Dr. iur. promoviert. Anders als in einigen früheren Lebensläufen angegeben, war sie 1992/1993 nicht Mitgründerin der österreichischen Sektion von Ärzte ohne Grenzen, sondern nur an deren Aufbau mitbeteiligt.
Kneissl wohnte ab dem Jahr 1998 in Seibersdorf (Niederösterreich). Im August 2018 heiratete sie ihren Lebensgefährten, den Unternehmer Wolfgang Meilinger, von dem sie sich nach zwei Jahren wieder trennte. Sie zog im Jahr 2020 nach Frankreich, 2022 in den Libanon und 2023 nach Sankt Petersburg. 
Als Begründung für ihren Weggang aus Österreich gab sie an, „politisch verfolgt“ und „beruflich vernichtet“ zu werden. Aus Frankreich sei sie ausgewiesen worden. Kneissl gilt als exzentrisch, sprunghaft und von Verfolgungswahn geprägt.
Kneissl beherrscht fünf Fremdsprachen (Arabisch, Englisch, Französisch, Italienisch und Spanisch) und hat Grundkenntnisse in Hebräisch, Russisch und Ungarisch.

## Berufliche Laufbahn
Kneissl trat 1990 in den diplomatischen Dienst des österreichischen Außenministeriums ein. Sie wirkte unter anderem im Kabinett des Außenministers im Völkerrechtsbüro und war in Paris und Madrid auf Auslandsposten. Nach ihrem Ausscheiden aus dem diplomatischen Dienst im Herbst 1998 war sie bis 2003 als freie Journalistin für deutsch- und englischsprachige Printmedien tätig. Unter anderem war sie Slowenien-Korrespondentin für Die Presse und schrieb Artikel für die Neue Zürcher Zeitung. Einer breiten Öffentlichkeit wurde sie ab 2002 durch ihre politischen Analysen zu den Themenfeldern Nahost und Energiepolitik im Österreichischen Rundfunk (ORF) bekannt.
Daneben unterrichtete Kneissl von 1995 bis 2004 am Institut für Politikwissenschaft der Universität Wien. Ab 2000 lehrte sie parallel an der Diplomatischen Akademie Wien sowie als Gastlektorin an der Landesverteidigungsakademie und der Militärakademie in Wiener Neustadt. Weitere Lehrtätigkeiten waren an der katholischen französischsprachigen Université Saint-Joseph in Beirut und dem Centre international des sciences de l’homme (CISH) in Byblos (Libanon) sowie ab 2007 an der EBS (European Business School) in Oestrich-Winkel. Ebenso war sie an der Wiener Dependance der amerikanischen Webster University tätig. Schwerpunkte ihrer Lehrtätigkeit waren Völkerrecht, die Geschichte des Nahen Ostens und der Energiemarkt. Sie ist Autorin mehrerer Fachpublikationen und Sachbücher.
Kneissl war ab 2003 Vizepräsidentin der österreichischen Gesellschaft für politisch-militärische Studien STRATEG und von 2011 bis 2015 im Vorstand der von ihr mitgegründeten Organisation Whistleblowing Austria.
Von Mai bis Dezember 2017 war sie nach eigenen Angaben als Aufsichtsratsmitglied im Wiener Städtischen Versicherungsverein tätig.
Im Mai 2020 kündigte der russische Staatssender RT an, Kneissl werde Gastautorin. 
Im Juni 2021 wurde sie auf Vorschlag der russischen Regierung Aufsichtsrätin des staatsnahen Ölkonzerns Rosneft. In dieser Funktion soll sie laut Presseberichten mindestens 500.000 US-Dollar jährlich verdient haben.
Kneissl hatte zu Beginn der Corona-Krise finanzielle Probleme offenbart.
Nach dem russischen Überfall auf die Ukraine gab sie ihren Aufsichtsratsposten bei Rosneft trotz politischen Drucks nicht auf. Ihr Leben sei deswegen „vernichtet“, und sie müsse ihr Dasein als „politischer Flüchtling“ fristen. Alle EU-Staatsangehörigen mussten auf Geheiß Moskaus schließlich das Gremium verlassen, Kneissls Ausscheiden wurde im Mai 2023 bekannt gegeben. 
Im Juni 2023 gab Kneissl bekannt, sie habe die Präsidentschaft eines neu gegründeten staatsnahen russischen Thinktanks namens Gorki (Apronym des Namens Gorki als Geopolitical Observatory for Russia’s Key Issues) angenommen und werde nach Russland ziehen.

## Politische Tätigkeit und Positionen
Von 2005 bis 2010 war Karin Kneissl als unabhängige Kandidatin auf der Liste der ÖVP im Gemeinderat von Seibersdorf.
Nachdem sie als zukünftige Außenministerin bekannt gegeben worden war, stachen mehrere Aussagen aus ihrer vorherigen publizistischen Arbeit ins Auge. So hatte sie sich 2012 wohlwollend über die Unabhängigkeitsbestrebungen in Katalonien geäußert. Für Aufsehen sorgte außerdem ihr Vergleich im Buch Mein Naher Osten, der von Theodor Herzl begründete Zionismus gleiche der an den deutschen Nationalismus angelehnten „Blut-und-Boden-Ideologie“. 
Größere Aufmerksamkeit weckten ihre Äußerungen zur europäischen Flüchtlingskrise ab 2015. So kritisierte sie in diesem Zusammenhang das Vorgehen der deutschen Bundeskanzlerin Angela Merkel als „grob fahrlässig“ und das EU-Türkei-Abkommen vom 18. März 2016 als „Unfug“. Kneissl äußerte, dass es sich bei den Migranten größtenteils um Wirtschaftsflüchtlinge und zu 80 Prozent um junge Männer zwischen 20 und 30 Jahren handle, die sie als „testosterongesteuert“ bezeichnete. Dass diese weder Wohnung noch Arbeit hätten und somit „nicht mehr zu einer Frau kommen“ würden und damit „keinen Status als Mann in einer traditionellen Gesellschaft“ hätten, sei einer der Gründe für die Revolten in der arabischen Welt gewesen.
Im Juli 2016 kritisierte Kneissl den EU-Kommissionspräsidenten Jean-Claude Juncker, den sie als „Zyniker der Macht“, „Brüsseler Cäsar“, „rüpelhaft“ und „arrogant“ bezeichnete und dem sie vorwarf, „Vereinbarungen zu brechen, wenn es ihm nützlich scheint“. Die Predigten von Papst Franziskus „lassen immer wieder auf Ignoranz und eine gefährliche Naivität schließen“, meinte sie, als Franziskus die Flüchtlingslager in Griechenland mit Konzentrationslagern verglich.

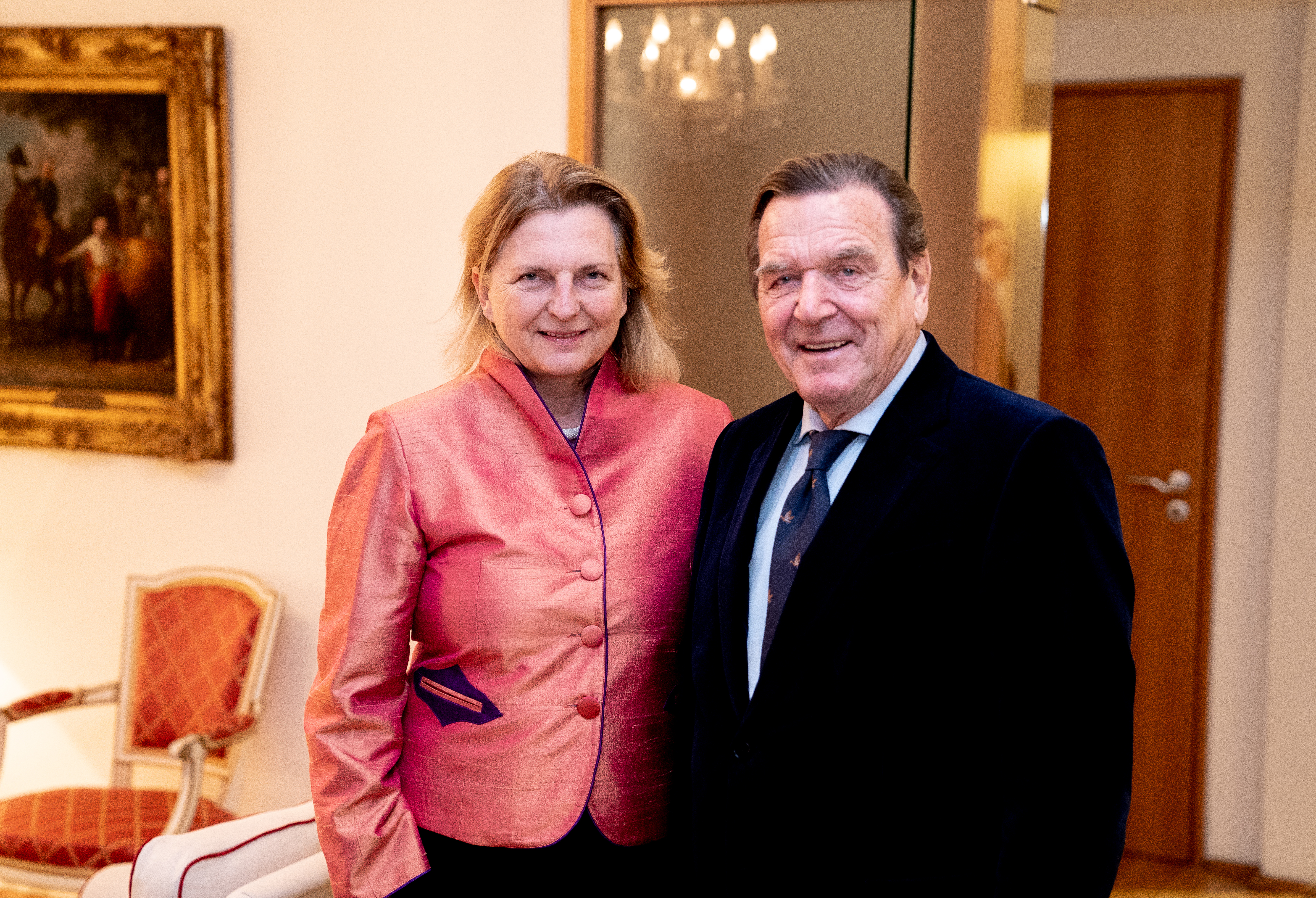
Kneissl trifft den damaligen Rosneft-Aufsichtsratsvorsitzenden Gerhard Schröder (2018)

Am 18. Dezember 2017 wurde sie als Ministerin für Europa, Integration und Äußeres in der Bundesregierung Kurz I angelobt. Sie war von der rechtspopulistischen FPÖ nominiert worden. Als Außenministerin verteidigte Kneissl im November 2018 die heftig kritisierte Ablehnung des UN-Migrationspakts durch die türkis-blaue Bundesregierung. Bei aller Unverbindlichkeit und Betonung der Souveränität habe man sich darauf geeinigt, mit Enthaltung zu votieren, so Kneissl. Im Gegensatz dazu warnte das Völkerrechtsbüro ihres Außenministeriums davor, den UN-Migrationspakt abzulehnen: Das Papier sei weder als Vertrag einzustufen noch rechtsverbindlich. Die Völkerrechtler des Ressorts befürchteten im Falle einer Nicht-Annahme großen Schaden für die Glaubwürdigkeit Österreichs.
Nach dem Ausscheiden der FPÖ aus der Regierung Kurz infolge der Ibiza-Affäre im Mai 2019 blieb Kneissl dieser auf eigenen Wunsch als parteilose Außenministerin erhalten. Zuletzt war sie Teil des (vorübergehenden) Expertenkabinetts von Kanzler Hartwig Löger (ÖVP).
Mit Angelobung der Bundesregierung Bierlein am 3. Juni 2019 schied sie aus der Bundesregierung aus. Ihr Nachfolger wurde Alexander Schallenberg.
Kurz nach ihrer Übersiedlung nach Russland wurde sie zur Präsidentin des staatsnahen russischen Thinktanks Gorki ernannt. Später wurde sie im Sommer 2024 von dem russischen Präsidenten Wladimir Putin zur Botschafterin für den Schutz des sibirischen Amurtigers berufen. Ihre Aufgabe besteht laut Aussage der Generaldirektion des russischen Zentrums zum Schutz des Amurtigers darin, der Einrichtung in internationalen Fragen behilflich zu sein. Ende November 2024 wurde bekannt gegeben, dass Kneissl ab 2025 als Dozentin an der Staatlichen Universität Rjasan ca. 200 Kilometer südöstlich von Moskau lehren wird.

## Kritik wegen Putin-Nähe

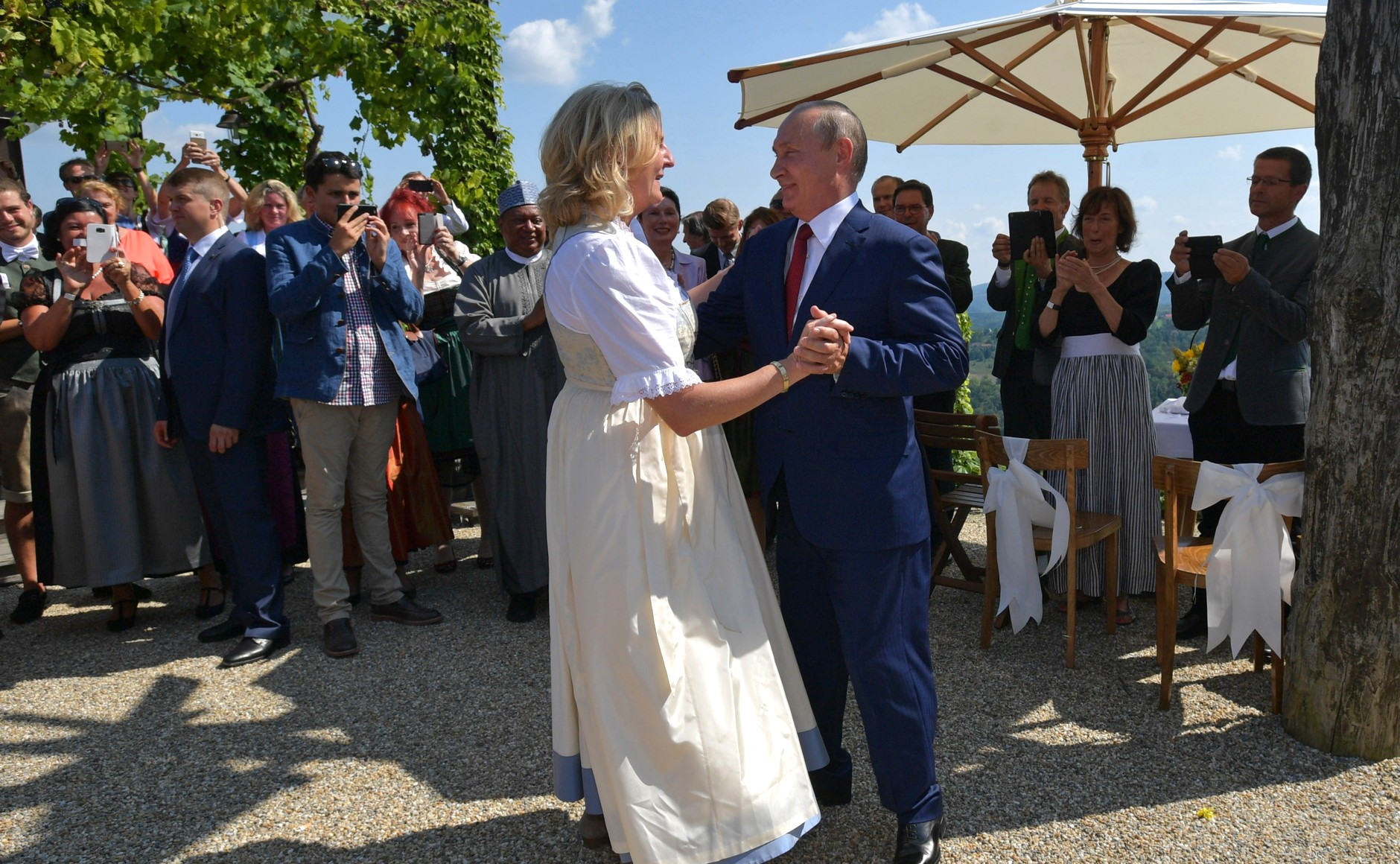
Wladimir Putin auf der Hochzeit von Karin Kneissl (2018)

Im August 2018 heiratete Kneissl ihren Lebensgefährten Wolfgang Meilinger. Bei ihrer privaten Hochzeitsfeier in Gamlitz in der Südsteiermark waren unter anderen Bundeskanzler Sebastian Kurz (ÖVP), Vizekanzler Heinz-Christian Strache (FPÖ), die FPÖ-Minister Norbert Hofer und Mario Kunasek, der OPEC-Generalsekretär Mohammed Barkindo sowie weitere Diplomaten eingeladen. Auf dem Weg zu einem Arbeitsgespräch mit Angela Merkel auf Schloss Meseberg besuchte auf Einladung Kneissls auch der russische Präsident Wladimir Putin die Hochzeitsfeier. Laut Sprechern des Außenministeriums war es „in erster Linie eine private Feier und ein persönlicher Besuch“, in zweiter ein „Arbeitsbesuch“ des russischen Präsidenten, weswegen das Innenministerium für den entstandenen Aufwand aufkommen musste.
Im In- und Ausland wurde die Anwesenheit des russischen Präsidenten bei der Hochzeit einerseits als Geltungssucht, andererseits als naive Unbedarftheit der Braut kommentiert. Nach dem Tanz vollzog Kneissl einen tiefen Knicks vor Putin.
NEOS-Parteivorsitzende Beate Meinl-Reisinger kritisierte Kneissls Verhalten als „wirklich fatales Zeichen“ und als „ganz schwere[n] außenpolitische[n] Fehler“, der „Österreich in Europa komplett isoliert“.
Im März 2022 wurde bekannt, dass Putin nicht nur mit zehnköpfigem Donkosakenchor, Butterfass, Samowar und Blumenstrauß angereist war, sondern der Braut auch wertvolle Weißgold-Ohrringe mit Saphiren überreicht hatte. In der Folge entbrannten Diskussionen um die Besitzverhältnisse der Schmuckstücke. Kneissl betrachtete die Ohrringe als privates Hochzeitspräsent, während das Außenamt die Rechtsmeinung vertrat, es handle sich um Staatsgeschenke. Denn sie seien während eines vom Innenministerium gesicherten Arbeitsbesuches eines ausländischen Staatsoberhaupts an eine amtierende Ministerin überreicht worden. Die Sicherungsmaßnahmen für die Hochzeit hatten die Republik 222.750 Euro gekostet. Für die Schmuckstücke wurde später ein Leihvertrag angeboten, den Kneissl einen „Knebelvertrag“ nannte und der nicht zustande kam. Seit Februar 2020 werden die Ohrringe im Wert von zirka 50.000 Euro von der Republik Österreich verwahrt.
Von der Ukraine wurde die Eignung österreichischer Politiker als Vermittler im Russisch-Ukrainischen Krieg erneut verneint, nachdem bereits die Regierungsbeteiligung der FPÖ aufgrund ihres 2016 geschlossenen Kooperationsvertrages mit Putins Partei Einiges Russland für Irritationen gesorgt hatte. Hinterfragt wurde auch die damit signalisierte Positionierung der ÖVP-FPÖ-Bundesregierung angesichts der Spannungen zwischen der EU, deren Ratspräsidentschaft Österreich im zweiten Halbjahr 2018 innehatte, und Russland unter Putins Präsidentschaft. Einmal mehr entstehe durch die demonstrative Nähe zum russischen Präsidenten der Eindruck, dass, so Gerhard Mangott, „Österreich für Putin eine Art Trojanisches Pferd innerhalb der EU“ sei.
Neben den politischen Implikationen wurden auch der Knicks vor Putin sowie die mit seinem Besuch auf ihrer Hochzeit bedingten polizeilichen Sicherheitsvorkehrungen und deren vom österreichischen Außenministerium zu tragenden Kosten Thema der Diskussion.
Michail Schischkin schrieb im Februar 2022, Karin Kneissl und andere würden als „nützliche Idioten und Idiotinnen“ in der Zersetzung und Korrumpierung der demokratischen Welt eingesetzt; die Kleptokratie Russlands sei auf Helfershelfer angewiesen. Der Ex-KGB-Spion Sergei Schirnow äußerte Anfang Juni 2022 in einem Interview, Kneissl wäre Anfang der 1990er-Jahre eine „gute Kandidatin“ für eine Anwerbung durch den russischen Geheimdienst gewesen; zu der Zeit war sie seine Klassenkollegin an der École nationale d’administration (= ENA, damals in Paris) gewesen.
Im Mai 2023 sagte sie gegenüber der BBC, dass sie ihren Hochzeitstanz mit Putin nicht bereue und wiederholen würde. Auf Nachfrage sagte sie, die Invasion Russlands in die Ukraine sei „wie jeder Kriegsausbruch“ ein „Verstoß gegen internationales Recht“, den Haftbefehl gegen Wladimir Putin lehne sie ab.
Im September 2023 gab sie an, sie sei dauerhaft aus dem Libanon nach Russland gezogen. Ein russisches Militärtransportflugzeug flog zwei Ponys Kneissls aus Syrien nach Sankt Petersburg. Sie schrieb am 13. September 2023 auf Telegram, sie habe die Option gehabt, „einen russischen Transportflug auf dem Rückweg aus Syrien nach Russland zu begleiten, wofür [sie] sehr dankbar“ sei. Kneissl sagte im Dezember 2023 in einem BBC-Interview, Wladimir Putin sei der „intelligenteste Gentleman“, den sie kenne. Auf ihrem Telegram-Kanal verbreitet sie pro-russische Kriegspropaganda.
Im Juni 2025 wurde sie auf die kanadische Sanktionsliste gesetzt.

## Publikationen
- Der Grenzbegriff der Konfliktparteien im Nahen Osten. Dissertation, Universität Wien, 1991.
- Hizbollah: Libanesische Widerstandsbewegung, islamische Terrorgruppe oder bloß eine politische Partei? Eine Untersuchung der schiitischen Massenbewegung Hizbollah im libanesischen und regionalen Kontext. Landesverteidigungsakademie, Wien 2002, ISBN 3-901328-69-6.
- Der Energiepoker. Wie Erdöl und Erdgas die Weltwirtschaft beeinflussen. FinanzBuch, München 2006, ISBN 3-89879-187-4; 2., überarbeitete Auflage 2008, ISBN 978-3-89879-448-0.
- Die Gewaltspirale. Warum Orient und Okzident nicht miteinander können. Ecowin, Salzburg 2007, ISBN 978-3-902404-39-8.
- Testosteron macht Politik. Braumüller, Wien 2012, ISBN 978-3-99100-068-6.
- Die zersplitterte Welt. Was von der Globalisierung bleibt. Braumüller Verlag, Wien 2013, ISBN 978-3-99100-086-0.
- Mein Naher Osten. Braumüller, Wien 2014, ISBN 978-3-99100-112-6.
- Prinz Eugen. Vom Außenseiter zum Genie Europas. Belvedere, Wien 2014, ISBN 978-3-902805-58-4. (Kinderbuch)
- Wachablöse. Auf dem Weg in eine chinesische Weltordnung. Frank & Frei, Wien 2017, ISBN 978-3-9504348-4-2.
- Diplomatie Macht Geschichte: Die Kunst des Dialogs in unsicheren Zeiten. Hildesheim. Olms Verlag, Juni 2020. ISBN 978-3-487-08633-0.
- Die Mobilitätswende und ihre Brisanz für Gesellschaft und Weltwirtschaft. Wien. Braumüller Verlag, September 2020. ISBN 978-3-99100-307-6.